# Frédérick Leboyer
Pour les articles homonymes, voir Leboyer.
Frédérick Leboyer (né Alfred Lazare Lévy le 1er novembre 1918 à Paris et mort le 25 mai 2017 à Vens, village de la commune de Vollèges (Suisse),, est un gynécologue et obstétricien français qui s'est également consacré à l'écriture, à la photographie et à la production de films. C'est au cours de ses voyages en Inde et grâce à sa rencontre avec Svämi Prajnänpad que Frédérick Leboyer a développé sa méthode de l'accouchement en douceur, « sans violence » selon le titre de son livre, permettant au nouveau-né de venir au monde sans traumatisme, si tout se passe bien par ailleurs.

## Jeunesse et formation
Alfred Lazare Lévy est né le 1er novembre 1918 à Paris. Il est le fils de René Lévy, un homme d'affaires, et de Judith Weiler, peintre. Il est diplômé de la Faculté de médecine de Paris. Durant la Seconde Guerre mondiale, la famille Lévy se réfugie à Megève. Alfred Lazare, tout comme son frère cadet Maurice, prend le nom de Leboyer, pour échapper, en tant que juif aux nazis.

## Son approche
Au cours de sa carrière, Frédérick Leboyer s'est dans un premier temps occupé du bien-être du bébé, détaillant ainsi les gestes qui doivent être effectués par la sage-femme pour que cette « odyssée au terme de laquelle l'enfant aborde le monde « soit vécue sans violence ». L'écrivain met l'accent sur l'importance du premier geste, qui doit être de déposer l'enfant sur le ventre de sa mère pour qu'il continue à en sentir la chaleur et le battement cardiaque. Il préconise ensuite de couper le cordon ombilical uniquement lorsqu'il a cessé de battre. Selon lui, « ce geste facilite le passage à la respiration pulmonaire, et le rend moins traumatisant. » Frédérick Leboyer précise que le plus important, c'est de laisser du temps à la mère et à l'enfant pour « être ensemble ». Il ajoute que bruits excessifs, mouvements brusques et lumières trop intenses ne sont pas les bienvenus lorsqu'un enfant naît. On doit aussi à Frédérick Leboyer l'introduction dans le monde occidental du massage néonatal, à travers son livre Shantala, précisant que le bébé ne se nourrit pas seulement de lait, mais aussi de caresses et de massages. 
C'est dans un deuxième temps vers la femme enceinte que Frédérick Leboyer tournera son regard, puisque ses travaux visent non seulement à faire disparaître les souffrances de l'enfant, mais aussi à diminuer la douleur de la femme. Le plus important selon lui, c'est que celle-ci accède à la conscience de l'enfantement et qu'elle vive la naissance de façon intense. Il a pour cela élaboré une préparation sensible, par laquelle le corps de la femme acquiert souplesse et justes postures, et son âme joie et conscience. Il apporte aux femmes des outils variés et complémentaires, tels que des mouvements issus des arts martiaux chinois, ou encore des sons inspirés de la musique indienne et accompagnés de la tempura, instrument ressemblant à un luth avec un long manche. Il incite les femmes à trouver leur tonalité propre, et à chanter le raga indien, composé de huit notes permettant aux femmes de s'apaiser le jour J. Il explique : « lorsque les contractions arrivent, asseyez-vous et chantez. Vous verrez que, spontanément, elles s'arrêtent. » C'est ainsi qu'il participa à l'ouverture de la première « maternité chantante » à Pithiviers en association avec Marie-Louise Aucher, créatrice de la psychophonie et de son dérivé, le chant prénatal.
Frédérick Leboyer explique que la relation qui unit la mère à son enfant est une relation amoureuse, et que c'est cette relation qui doit être privilégiée au moment de l'arrivée de l'enfant. Le père doit y être préparé, afin de laisser sa femme porter toute son attention au nouveau-né. 
Beaucoup de ces indications ont été aujourd'hui intégrées dans un grand nombre de départements d'obstétrique des hôpitaux du monde entier. Les sages-femmes trouvent dans son approche des outils leur permettant d'assurer au mieux la transmission de la vie, mission essentielle à l'espèce humaine. Il est aussi un opposant à la circoncision des enfants, comme indiqué dans la lettre à Rosemary Romberg.

## Filmographie
- 2008 : Naître autrement
- 1983 : Le Sacre de la naissance (Gaumont)